# Prorok (film 2022)
Prorok – polski dramat biograficzny z 2022 roku w reżyserii Michała Kondrata. Fabuła opowiada historię Stefana Wyszyńskiego i jego walki z władzami komunistycznymi. 
Zdjęcia kręcono w Warszawie, Jabłonnie, Częstochowie, Komańczy oraz we wsi Niwna (województwo łódzkie).

## Fabuła
Władze komunistyczne dążą do zniszczenia polskiego Kościoła Katolickiego. Na drodze staje kardynał Stefan Wyszyński, który ma zamiar wywalczyć więcej praw dla Kościoła i narodu. Film ukaże szerszej publiczności bardzo ciekawe momenty z życia Kardynała Stefana Wyszyńskiego. Pokaże walecznego i nieugiętego przywódcę, który pomimo wielu przeszkód chce osiągnąć wyznaczony przez siebie cel.

## Obsada
- Sławomir Grzymkowski − kardynał Stefan Wyszyński
- Adam Ferency − Władysław Gomułka
- Marcin Troński − Józef Cyrankiewicz
- Katarzyna Zawadzka − Magda
- Michał Meyer − Janek, mąż Magdy
- Tomasz Sapryk − Zenon Kliszko
- Karolina Bruchnicka − Kazia
- Artur Krajewski - biskup Antoni Baraniak
- Tadeusz Chudecki - biskup Zygmunt Choromański
- Andrzej Niemyt - biskup Karol Wojtyła
- Fabrizio Pugliese - papież Paweł VI
- Małgorzata Buczkowska-Szlenkier - Maria Okońska
- Krzysztof Dracz - Wojciech Jaruzelski
- Olga Sarzyńska - Krysia
- Jacek Borkowski - Kazimierz
- Witold Wieliński - ksiądz Hieronim Goździewicz
- Robert Czebotar - Władysław Bieńkowski
- Bartosz Obuchowicz - Zdzich
- Daniel Guzdek - Tyczka